# Ghiacciaio Gibbs
Il ghiacciaio Gibbs (in inglese Gibbs Glacier) è un ghiacciaio lungo circa 35 km situato sulla costa di Fallières, nella parte sud-occidentale della Terra di Graham, in Antartide. Il ghiacciaio, il cui punto più alto si trova a circa 870 m s.l.m., fluisce verso sud-est fino ad arrivare sulla parte settentrionale del ghiaccio pedemontano Mercatore, sulla costa orientale della Penisola Antartica. Questa formazione, assieme al ghiacciaio Neny, che fluisce verso nord-ovest, occupa una depressione trasversale alla Penisola Antartica che va dal ghiaccio pedemontano Mercatore, sulla costa orientale, al fiordo di Neny, sulla costa occidentale.

## Storia
Il ghiacciaio Gibbs fu fotografato per la prima volta durante una ricognizione aerea effettuata dal Programma Antartico degli Stati Uniti d'America, 1939-41, e poi risorvolato durante la spedizione antartica condotta nel 1947-48 al comando di Finn Rønne. Fu poi battezzato dal Comitato britannico per i toponimi antartici in onore di Peter M. Gibbs, un esploratore di base nell'isola Horseshoe nel 1957 e nell'isola Stonington nel 1958, che fu a capo (assieme a P. Forster) della prima ricognizione terrestre del ghiacciaio.